# 野上貴夫
野上 貴夫（のがみ たかお、1971年7月10日 - ）は、福岡県直方市出身のプロゴルファー。

## 来歴
実家がゴルフ練習場であった影響で小学生の頃からゴルフを始め、1996年に3度目の挑戦でプロテストに合格。
1996年のキリンオープンで国内プロデビューし、1997年にはアジアサーキット開幕戦のミツビシモータース・サウスウッズ・オープン（ フィリピン）でジム・ラドリッジ（ カナダ）、ケビン・ウェントワース（ アメリカ合衆国）を破って初優勝を飾る。1998年からは日本ツアーに本格参戦し、同年の賞金ランキングは68位であった。
ガッシリした体躯を生かしたパワフルなショットを売りにし、爆発力のある選手であったが、ショットにムラがあり、アウトとインのスコアの差が非常に激しいラウンドが度々あり、よく自らの成績を「ジェットコースターみたいだよ」と茶化していた。悪い時は何が何でもドライバーを振り回してティショットが思い切り曲がり、とにかく、グリーンに乗らなかった。
1999年のKBCオーガスタでは2日目を無我夢中でプレーし、前述の反省を活かした自然体のラウンドで、前半は2番からの4連続を含む5つ、後半3つの計8バーディーを記録。ノーボギーで64をマークして単独首位に立ったが、最終日には米山剛、リチャード・バックウェル（ オーストラリア）と激しく競り合う展開となる。米山が9番で一つ落として初優勝の可能性も出てきたが、12番、16番で痛いボギーを叩く。16番のボギーは、第2打で6番アイアンでは大きいと思って、軽めに打とうと思ったところ、少しクラブが薄く入ってしまう。ショートしてグリーン手前のバンカーへ入り、第3打はピンを6mオーバーする。次の17、18番のバーディパットも沈められず、18番は米山も微妙な距離のパーパットを残しており、ピンまで約6mを先に入れておけばプレッシャーを与えられたが、芝が逆目で、少し右に流れた。野上は打った瞬間に外れたのが分かり、14番で追いついた米山の逆転を許す2位に終わった。
1999年には初シードを獲得したものの、2000年にはシード落ちし、2001年も残念ながら目立った活躍は見られず、以降は苦しい日々が続く。
2000年にはアメリカツアーのビュイックオープンに推薦で出場し、3日目までいきなり変な切れ方をするクセのあるグリーンに苦しんだが、段々慣れて、最終日には66で回って32位の好成績に繋げた。アメリカの選手を観察し、アプローチとパターのうまさや半端ではない練習量など収穫の多い遠征となった。国内では岐阜オープンで田中秀道・桑原克典・谷口徹を抑えて、九州オープンで白潟英純を抑えて優勝。
2004年の山口県オープンでは初日2アンダー9位タイでスタートし、最終日にはアウト・イン共に32、大会のベストスコアとなる8アンダー、唯一通算2桁の10アンダーで優勝を飾った。
2005年のウッドワンオープン広島では3日目に強い雨が降りしきる悪天候の中、パッティングが冴え渡り、水を含んだ難しいグリーンにもかかわらず要所で上手く決めて、13、14、15番で3連続バーディを奪うなどスコアを4つ伸ばす。通算11アンダーで単独首位に立ち、首位からスタートした最終日もクレバーなゴルフを最後まで続けた。2番でバーディを奪った後、3番でボギーを叩くといった苦しい場面もあったが、すぐさま4番でバーディを取り返す我慢強いプレーを続けた。ディネッシュ・チャンド（ フィジー）に14番、15番で連続バーディを奪われるなど苦しめられたが、15番パー5でバーディを奪い、先に通算13アンダーでホールアウトしていたチャンドを引き離した。その後は終始安定したプレーでパーセーブに成功し、18番ではプレッシャーのかかるパーセーブパットを見事に決めて、自身34歳の誕生日に優勝の栄冠を勝ち取る。2006年は賞金ランク116位と苦汁を嘗めたが、2007年には賞金シード復活。
2008年はショットが復調し、アイアンの精度が増したことでパーオン率がアップして、当然パーキープ率も上がり無駄なボギーが激減。パットは上積みが無かったが、イーグル率で4位で、ショットのみならずショートゲームも充実し、難コースのUBSツアー選手権宍戸ヒルズで2位タイに入った。優勝こそなかったものの好調を維持し、自己ベストとなる賞金ランク23位でシーズンを終える。
2022年にはプロとアマチュアがアンダーハンディで競う「のじぎくオープン」に初出場し、初日からの首位の座を守り切り、通算5アンダーの139で優勝。最終日にはリーダーズボードで細川和彦がスコアを伸ばしているのを見て猛追を感じながら終盤はプレーし、最終18番では僅か1m強、入れれば優勝のパーパットを慎重に時間をかけてラインを読み、打ち抜いたボールがカップに吸い込まれると、表情が崩れた。1打差2位に細川が入って男子シニアプロのワンツーとなり、賞金200万円を獲得。

## 主な優勝
国内
- 2000年 - 岐阜オープン、九州オープン
- 2004年 - 山口県オープン
- 2005年 - ウッドワンオープン広島
- 2022年 - のじぎくオープン

海外
- 1997年 - ミツビシモータース・サウスグッズオープン